# Јелена Кочовић
Јелена Кочовић (Крупањ, ФНРЈ, 7. август 1955) српски је економиста, доктор економских наука и универзитетски професор. Запослена је на Економском факултету у Београду.

## Биографија
Рођена је у Крупњу 7. августа 1955. године где је завршила основну школу. Гимназију је завршила у Лозници, а економски факултет у Београду 1978. године.
Магистрирала је 1982. године, а докторирала 1988. године. Запослена је на Економском факултету у Београду од 1979. године.
Била је продекан за научно-истраживачки рад и директор НИЦЕФ-а. Удата је за Драгутина Кочовића и има двоје деце, Михаила (1979) и Милицу (1985).
На четворогодишњим студијама Економског факултета предаје Финансијску и актуарску математику и Осигурање. Руководилац је смера Актуарство на последипломским студијама и ангажована је на предметима Финансијско-математичка анализа, Актуарска математика и Принципи формирања тарифа у осигурању.
Ангажована је на МГУ Ломоносов као професор на предмету Финансијска математика, где је њен уџбеник обавезна литература за овај предмет.

## Објављени радови
Објавила је већи број радова од којих су најзначајнији:
1. Финансијска математика, Економски факултет, Београд, 1999.
2. Актуарске основе формирања тарифа у осигурању лица, Економски факултет, Београд, 2000.
3. Збирка решених задатака из финансијске и актуарске математике, Економски факултет, Београд, 2000.
4. Финансоваја математика-теорија и практика банковских расцетакс, Финанси и статистика, Москва, 1999.
5. „“, Међународни скуп из операционих истраживања, Атина, 1999.
6. Осигурање заједно са Предрагом Шулејићем, Економски факултет, Београд, 2006.

Њене две књиге, „Финансијска математика“ из 2006. године и „Актуарске основе формирања тарифа у осигурању лица“ из 2004. године, могу се пронаћи у харвардској библиотеци.

## Чланство у удружењима
Члан је Филозофско-економског друштва МГУ Ломоносов од 1997. године.
Председник је Удружења актуара Србије, члан председничког форума Међународне асоцијације актуара (IIA).